# 著骨點病變
著骨點病變（英語：enthesopathy），過去也稱為：接骨點病變、附著部病變，是指著骨點（肌腱肌腱或韌帶連接到骨骼的部位）產生病變。若這樣的病變的病因是發炎，更精確的名字應是著骨點炎。

## 類型

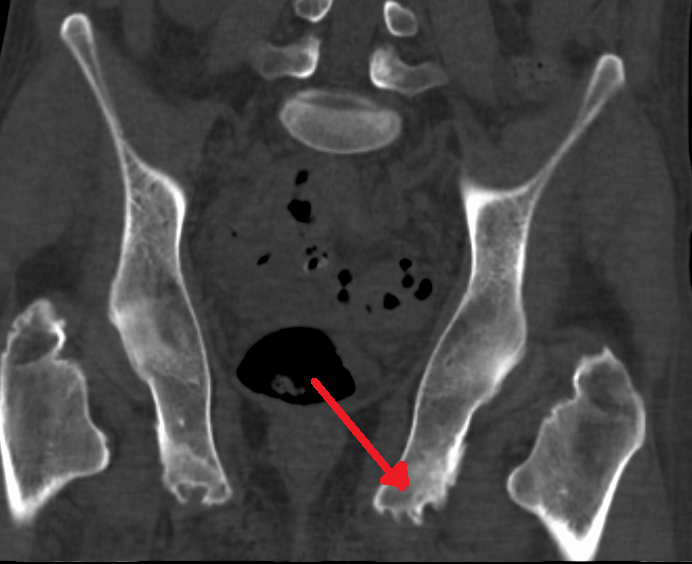
可能是僵直性脊椎炎造成的著骨點病變

著骨點病變的可能表現類型包括脊椎關節病變（脊椎的關節疾病），例如：僵直性脊椎炎、足底筋膜炎和跟腱炎。著骨點病變能發生在肩部、肘部、腕部、腕骨、髖部、膝部、足踝、跗骨、跟骨等其它部位。其它例子包括： 
- 沾黏性肩關節囊炎
- 旋轉肌袖症候群及相關疾病
- 肩周炎
- 肩胛肱骨纖維炎
- 手及腕部滑膜炎
- 腕周炎
- 臀肌肌腱炎
- 髂嵴骨刺
- 髂腰肌肌腱炎
- 股骨大轉子肌腱炎

## 診斷
主要透過臨床檢查和肌肉運動反作用的刺激性試驗來確認診斷。

## 治療
專家指出，急性發作時的主要治療方法是被動伸展運動輔以鎮痛藥。足底筋膜炎可使用柔軟的腳墊和調整使用方式等其它方式避免疾病惡化。極少情況會需要使用微創或關節鏡手術去除掉著骨點的鈣化。過去，在痛點局部注射類固醇與局部麻醉是最常使用的治療方式。最近的進展包括注射富含血小板的血漿（英語：platelet-rich plasma，PRP）或是幹細胞等方式來減少發炎並促進癒合。